# Batalla del río Stuhna
La batalla del río Stuhna, a veces escrito como Stugna (26 de mayo de 1093) fue un conflicto que enfrentó a los príncipes de la Rus de Kiev, Sviatopolk II de Kiev, Vladimir Monómaco de Chernigov y Rostislav Vsevolodovich de Pereyaslavl, contra nómadas cumanos. La batalla supuso la derrota de las fuerzas de Kiev.

## Contexto
Los cumanos invadieron la Rus después de la muerte de Vsevolod, buscando hacerse con un botín y el pago de un tributo por parte del nuevo príncipe, Sviatopolk. En vez de pagar, Sviatopolk encarceló a los emisarios cumanos, que entonces empezaron a reunir tropas para atacar Kiev. Frente a un ejército enemigo de ocho mil hombres, Sviatopolk reunió a su consejo y pidió ayuda a Vladimir Monómaco, príncipe de Chernigov. Vladimir acudió con sus tropas y con su hermano, Rostislav de príncipe de Pereyáslav, con las suyas.

## Batalla
Tras lograr la coalición de los príncipes rusos, Sviatopolk liberó a los embajadores cumanos. Las tropas de los tres príncipes se reunieron a las afueras de la ciudad de Trepol. Marchando hacia el río Stuhna, los príncipes se reunieron a planear la estrategia mientras los cumanos se encontraban en la otra orilla. Vladimir, cuya mujer era una princesa cumana, insistió en pedir la paz pero las fuerzas de Kiev querían combatir. Tras cruzar el río, se encontraron con los cumanos en un valle a las afueras de la muralla de Trepol. Sviatopolk se desplegó en el flanco derecho, Rostislav en el centro, y Vladimir en el izquierdo.
Cuando las tropas de Kiev llegaron a la muralla, los arqueros cumanos atacaron a los soldados de Sviatapolk y después de un sangriento enfrentamiento sus tropas rompieron filas. Sviatapolk intentó reorganizar a sus hombres pero la desbandada le hizo retroceder. Entonces la hueste de Vladimir fue atacada y tras una confrontación feroz todas las tropas de Kiev fueron desbandadas. Sviatapolk tomó refugio en Trepol, pero Rostislav y Vladimir intentaron huir a nado a través del Stuhna. Rostislav, con una pesada armadura de cota de malla, murió ahogado. Vladimir se retiró a Chernigov y Sviatapolk volvió por la noche a Kiev.
El ermitaño Paterick del monasterio de las Cuevas de Kiev atribuyó la muerte de Rostislav a su propio arrogancia dado que la tradición dice que se negó a rogar en la iglesia por un buen resultado. La muerte del príncipe también es mencionada en el Cantar de las huestes de Ígor:

No como aquello es el río  Stugna - dotado con una magra corriente, habiendo alimentado en otro arroyos y corrientes, alberga entre arbustos al joven príncipe Rostislav, encarcelándole. En la oscura orilla del Dniéper la madre de Rostislav llora por el joven. Las flores han brotado con condolencias mientras los árboles se doblan con pesar.
 Cantar de las huestes de Ígor